# Кабомба прекраснейшая
Кабо́мба прекра́снейшая (лат. Cabomba caroliniana var. pulcherrima) — разновидность травянистых растений вида Кабомба каролинская рода Кабомба семейства Кабомбовые.

## Описание
Кабомба прекраснейшая представляет собой растение с гладким, мясистым, ветвящимся, достигающим в длину 1,5 метров стеблем; листья веерообразные, очень тонкие и мелкоиссечённые, сверху светло-зелёные, снизу розовые, расположенные напротив друг друга. Молодые листья имеют пурпурную окраску. 

## Распространение
В природе встречается в юго-восточных штатах США: Северная Каролина, Южная Каролина, Джорджия и Флорида.

## Культивирование
При содержании растения в аквариуме оптимальная температура составляет 20—28 °C. Вода должна быть очень мягкой, не жёстче 4 немецких градусов, уже при жёсткости в 5° растение начинает болеть и постепенно гибнет. Желательна периодическая подмена части воды. Мутная вода нежелательна, так как оседающая на листьях муть вредит растению. Освещение должно быть ярким, при недостатке света растение вытягивается и листья становятся бледно-зелёными. Световой день должен составлять около 12 часов. В качестве удобрения кабомба довольствуется естественно образующимся в аквариуме илом.
В аквариуме кабомба прекраснейшая размножается вегетативно, черенкованием стебля. Для образования дочернего растения достаточно куска стебля с тремя парами листьев, который можно посадить в грунт или оставить плавать на поверхности до образования корней.